# Estação Kirovskaia (metro de Níjni Novgorod)
Kirovskaia (em russo:  Кировская) é uma das estações da linha Avtosavodskaia (Linha 1) do Metro de Níjni Novgorod, na Rússia. Estação «Kirovskaia» está localizada entre as estações «Park Cultury» e «Komsomolhskaia».